# Col du Brévent
Le col du Brévent est un col de montagne situé en France, en Haute-Savoie, dans le massif des aiguilles Rouges. Situé à 2 368 mètres d'altitude, il domine la vallée de Chamonix au sud-est et celle de la Diosaz au nord-ouest. Il est au carrefour de trois grands itinéraires de randonnée : au nord-ouest venant de la vallée de la Diosaz le GR 5 et une variante du GRP Tour du Pays du Mont-Blanc, à l'est venant de Planpraz au-dessus de la vallée de Chamonix le GR TMB et le GRP Tour du Pays du Mont-Blanc et enfin au sud-ouest venant du Brévent ces trois mêmes itinéraires.
Le col marque l'un des points d'entrée de la réserve naturelle nationale des Aiguilles Rouges située au nord-ouest de la ligne de crête des aiguilles Rouges.

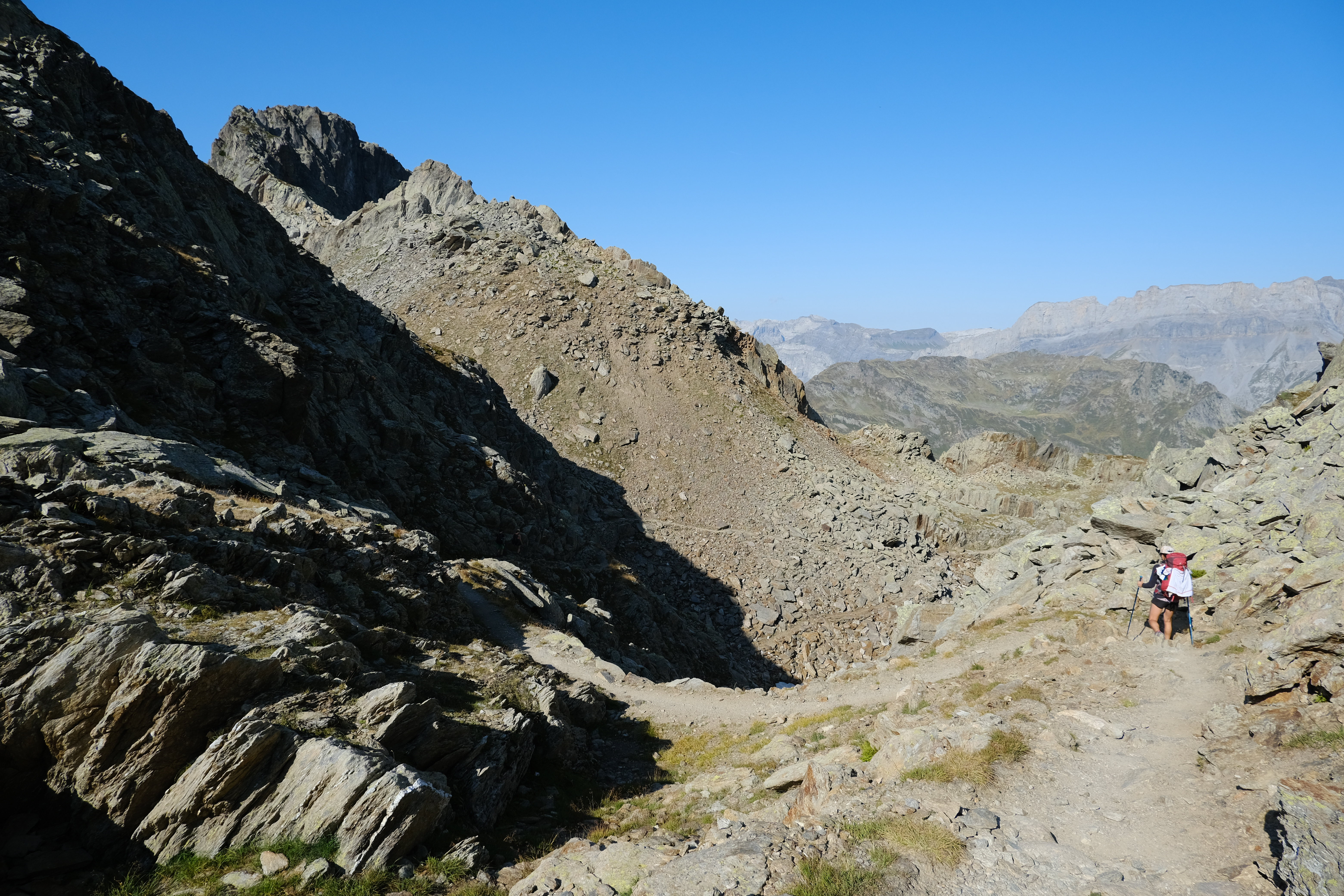
La descente depuis le col du Brévent en direction du nord-ouest avec au loin la chaîne des Fiz.